# Гропа
Гро́па — гора в Українських Карпатах, в масиві Горгани (хребет Братківський).

## Географія
Вершина розташована на межі Тячівського району Закарпатської області та Надвірнянського району Івано-Франківської області.
Висота гори 1759 м (за іншими даними — 1763 м). Вершина і привершинні схили незаліснені, місцями вкриті кам'яними осипищами та криволіссям з сосни гірської; нижче — лісові масиви.
На північний захід від вершини розташована гора Дурня (1709 м), на південний захід — гора Братківська (1788 м), південно-західні схили спускаються у долину річки Турбат (басейн Тересви).
На північний схід від вершини Гропи розташований ботанічний заказник «Річанський», а також комплексна пам'ятка природи Урочище «Верхнє Озерище».
Найближчі населені пункти: Бистриця (Надвірнянський район), Брустури (Тячівський район).

## Галерея
| Вид на Гропу (крайня праворуч) з г. Дурні. | Попереду заліснені схили гори Руська, на дальному плані Братківська — найвища крайня ліва вершина, за нею вдалині — Гропа. Фото із Чорної Клеви | Вершина Гропи |